# 註冊總署 (香港)
註冊總署（又稱登記總署），是已解散香港政府部門。1949年4月1日由土地登記所、公司登記所、商標登記所、破產管理處、信託管理處和婚姻登記所合併而成。1993年5月解散，職務由入境事務處、土地註冊處、知識產權署、破產管理署及公司註冊處等部門繼承。

## 歷任署長
- William Aneurin Jones, JP（1949年4月1日—1958年8月1日）
- 譚臣（William Kirk Thomson）, OBE, JP（1958年8月1日—1968年4月10日）[1]
- 胡謨（Walter Hume）, OBE, JP（1968年4月10日—1976年3月1日）[1]
- 翟克誠（1976年3月1日—1982年9月20日）
- 紀禮遜（Noel Martin Gleeson, OBE, JP）（1982年9月20日—1993年5月1日）[2]